# 金田城
金田城(かねだじょう/かなたのき/かねたのき)，是飞鸟时代在对马国建造的古代山城(朝鲜式山城)。所在地是长崎县对马市美津岛町黑濑城山。是国家的特别史迹。

## 概要
位于对马中部的浅茅湾南岸的高275米的城山(じょうやま)。在山顶建起石垒，在山的周围建起石垣围成一圈。能看到南东麓在比较缓慢的斜面，在通往海的三本的山谷里(从北依次是“一之城户”“二之城户”“三之城户”)还残留着城墙，并设置了水闸和城门。另外，在位于“二之城户”和“三之城户”中间的周边复数的建筑物痕迹被发现，有防人宿舍等中枢功能。

## 历史
663年的白江口之战战败的倭国为了防卫唐朝和新罗，在西日本各地构筑了防卫设施。作为其中一环，667年作为对朝鲜半岛防卫的最前线被建造了。